# Flibustaria

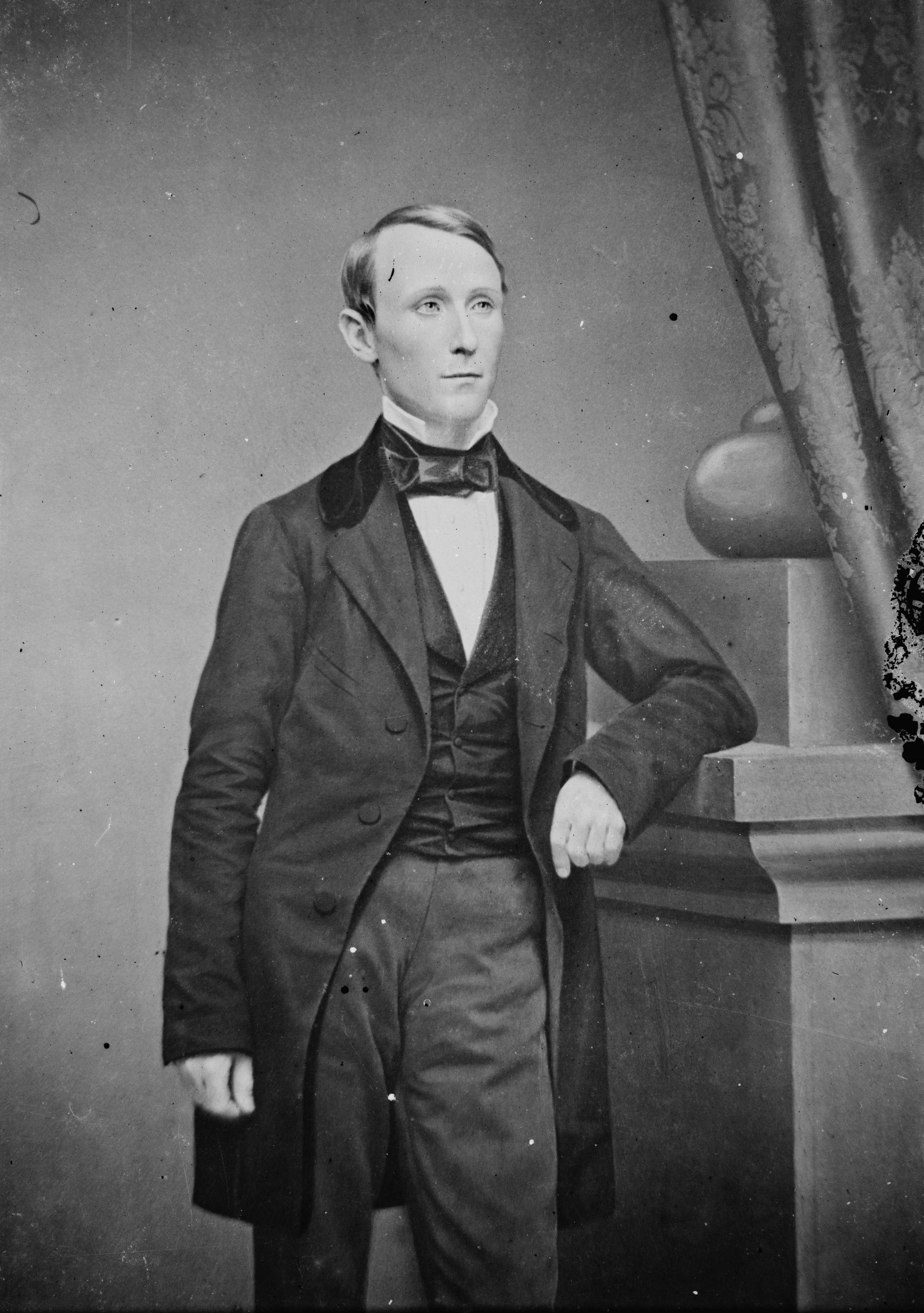
O flibusteiro William Walker comandou diversas expedições na América Latina. Chegou a governar a Nicarágua, até finalmente ser forçado a voltar aos Estados Unidos. Em 1860, foi capturado e executado em Honduras.

Os flibusteiros (Filibuster), no contexto de relações internacionais, é alguém que engaja (pelo menos nominalmente) em uma expedição militar não autorizada em um país ou território estrangeiro para fomentar ou apoiar uma revolução política ou secessão. O termo normalmente é usado nos Estados Unidos quando cidadãos desse país partiam para fomentar insurreições na América Latina, particularmente em meados no século XIX. Expedições de flibustaria também foram o ocasionalmente usadas como cobertura para dar negação plausível para operações clandestinas do governo estadunidense.
Atualmente, o termo também se refere a indivíduos aventureiros, trapaceiros ou ladrões.

## Etimologia
Não existem certezas quanto à raiz da palavra, mas pensa-se que derive do inglês fly boat ou do neerlandês vlieboot. Em ambas, o significado é barco ligeiro. Também pensa-se poder derivar dos termos freebooter (inglês) ou vrij vuiter (neerlandês), que significam "foragido" ou "pirata". O termo foi utilizado pela primeira vez pelo padre Du Tertre, em 1667, na sua obra Histoire Générale des Antilles (História Geral das Antilhas).

## História
A República das Sete Províncias Unidas dos Países Baixos conseguiu sua independência da Espanha na Guerra dos Oitenta Anos (1568-1648). Nesse contexto europeu de guerra generalizada à Espanha e ao Sacro Império Romano-Germânico (ambos dominados pelos Habsburgos), surgiram os flibusteiros, meio piratas, meio corsários, inicialmente sob o patrocínio de companhias como a Companhia Holandesa das Índias Ocidentais, visando a desmantelar o Império Espanhol.
Sob a ameaça permanente dos espanhóis em Hispaniola, os bucaneiros (que eram compostos por franceses, neerlandeses e ingleses que fugiam da Europa por causa de guerras civis, perseguição religiosa ou perseguição econômica por parte das autoridades reais) transferiram-se para a ilha da Tartaruga, que oferecia um abrigo natural para barcos de grande porte, facilitando o contrabando dos bucaneiros com piratas e contrabandistas. A sua convivência com os fora da lei que frequentavam Tortuga, envolveu-os em actos violentos e actos de pirataria. Assim, a original sociedade bucaneira misturou-se com os piratas, formando uma nova sociedade de foragidos, os flibusteiros, cuja época marcou a idade de ouro da pirataria nas Antilhas, a época da flibustaria. Os flibusteiros autodenominavam-se de "Irmãos da Costa".
No começo do século XVII, a ilha da Tartaruga era dominada pelo francês  Pierre Belain d'Esnambuc, que havia fundado a Companhia de São Cristóvão, que se tornaria a Companhia das Ilhas da América em 1635. Caçado pelos espanhóis da ilha de São Cristóvão, Pierre, juntamente com franceses e ingleses, expulsou os espanhóis da ilha em 1627. Neerlandeses foragidos da ilha de Santa Cruz e uma centena de ingleses foragidos de Nevis chegaram posteriormente à ilha. Os habitantes da ilha, então, decidiram realizar suas primeiras ações no mar. Surgiam, assim, os flibusteiros.
Em 1630, os espanhóis retomaram a ilha e a cederam aos ingleses, que a renomearam como "ilha da Associação". O governador local permitiu que corsários de todas as nacionalidades se reabastecessem de víveres na ilha. Em 1640, François Levasseur, após receber uma autorização do governador da ilha de São Cristóvão, retomou a ilha para os franceses, embora a França estivesse em paz com a Inglaterra. Nomeado governador da ilha, Levasseur autorizou os aventureiros locais a saquear os navios espanhóis.
A aparência "oficial" das ações dos flibusteiros é a origem de sua condição ambígua, a meio caminho entre corsários e piratas. Embora alguns flibusteiros tivessem autorização real para realizar seus atos, nem sempre essa autorização era válida para os atos praticados, e nem sempre os governos eram informados sobre as ações realizadas em seus nomes pelos flibusteiros.
Expulsos da ilha da Tartaruga pelos espanhóis, uma parte dos flibusteiros se refugiou em São Domingos, em Cuba e na costa da América Central. A partir de 1659, eles foram citados nominalmente pelo governador da Jamaica. Enfraquecidos pelo retorno de navios de guerra à Inglaterra, as autoridades inglesas tiveram de recorrer aos flibusteiros para reforçar suas defesas. Aos flibusteiros, se juntaram muitos soldados ingleses que não estavam dispostos a trabalhar na agricultura. Um desses flibusteiros, Jérémie Deschamps du Rausset, antigo companheiro de Levasseur, havia obtido cartas de corso da França e da Inglaterra. Em 1660, ele retomou a ilha da Tartaruga para a Inglaterra. Por conta própria, ele concedeu cartas de corso para flibusteiros, o que fez com que o governador da Jamaica o destituísse. Jérémie, então, decidiu governar a ilha com base em sua carta de corso francesa.
Em 1664, todas as colônias francesas na América passaram a ser controladas pela Companhia Francesa das Índias Ocidentais, que havia sido criada por Jean-Baptiste Colbert. O novo governador nomeado da ilha da Tartaruga, Bertrand d'Ogeron de La Bouëre, decidiu regularizar as ações dos flibusteiros e passou a exigir que o produto dos saques realizados pelos flibusteiros fossem apresentados a ele. Ele continuou a dar cartas de corso aos flibusteiros que combatiam os espanhóis. 
A partir dessa época, personagens como o francês François L’Olonnais e o galês Henry Morgan marcaram a história da flibustaria. Protegidos pelos governadores da ilha da Tartaruga e da Jamaica, eles reuniram verdadeiras frotas para atacar as possessões espanholas. Quando a Inglaterra entrou em guerra contra a República das Sete Províncias Unidas dos Países Baixos, os flibusteiros britânicos passaram a atacar as possessões neerlandesas. 
A era de ouro da flibustaria durou até a década de 1680, quando a França e a Inglaterra decidiram dispersá-los. Uma parte deles, então, se dirigiu à costa da África, e outra parte se dirigiu ao oceano Pacífico, se estabelecendo nas Galápagos e no Arquipélago Juan Fernández.
Em 1697, o almirante Jean-Baptiste du Casse, governador francês de São Domingos, reuniu quase mil antigos flibusteiros para a Expedição de Cartagena. Um mal-entendido quanto à partilha do saque fez com que a cidade fosse saqueada novamente, desta vez somente pelos flibusteiros. Foi a a última grande ação dos flibusteiros. Luís XIV de França assinou um tratado de paz com os espanhóis que pôs fim à Guerra dos Nove Anos. Os flibusteiros foram, então, desarmados ou caçados.
Durante um século, os navios dos flibusteiros atacaram os navios espanhóis, pretendendo agir segundo os interesses de seus respectivos países. Mas, ao mesmo tempo que os flibusteiros cresciam com a chegada de bucaneiros de São Domingo e de colonos europeus, principalmente protestantes, os acontecimentos históricos determinaram uma alteração brutal em sua história. A rivalidade entre as potências europeias no começo do século XVIII e a instalação de um monarca francês no trono espanhol contribuíram para o declínio dos flibusteiros, que foram obrigados a escolher entre exercer uma profissão legal ou se tornar piratas.

## Flibusteiros célebres
- Henry Morgan
- Pierre Legrand
- François l'Olonnais
- Michel de Grammont
- Jean Lafitte